# Viviennea moma
Viviennea moma är en fjärilsart som beskrevs av William Schaus 1905. Viviennea moma ingår i släktet Viviennea och familjen björnspinnare. Inga underarter finns listade i Catalogue of Life.